# Gobiopterus mindanensis
Gobiopterus mindanensis es una especie de peces de la familia de los Gobiidae en el orden de los Perciformes.

## Hábitat
Es un pez de mar y, de clima tropical y demersal.

## Distribución geográfica
Se encuentra en el Pacífico occidental: las Filipinas

## Observaciones
Es inofensivo para los humanos. 